# Gisela Heckel Dziendzielewski
Gisela Heckel Dziendzielewski es una científica mexicana, bióloga especializada en mastozoología marina. Es investigadora en el Centro de Investigación Científica y de Educación Superior de Ensenada (CICESE), en el Departamento de Biología de la Conservación, División de Biología Experimental y Aplicada, en Baja California, México. Su investigación se centra principalmente en la ecología y conservación de mamíferos marinos, especialmente de cetáceos, en el noroeste de México. Ha dedicado más de 30 años al estudio de los mamíferos marinos.

## Trayectoria
Estudió la Licenciatura en Biología en la Facultad de Ciencias de la UNAM, titulándose con la tesis Fotoidentificación del Tursión Tursiops truncatus (Montagu, 1821) en la Boca de Corazones de la Laguna de Tamiahua, Veracruz (Cetacea:Delphinidae), en la que estudió la distribución y abundancia de la tonina en el norte de Veracruz. Posteriormente estudió la maestría y el doctorado en Ciencias en Oceanografía Costera en la Facultad de Ciencias Marinas de la UABC, en donde obtuvo la maestría con la tesis Comportamiento de evasión del delfín manchado (Stenella attenuata) y tornillo (S. longirostris) durante la maniobra de pesca del atún aleta amarilla (Thunnus albacares) en el Océano Pacífico Oriental y durante el doctorado incursionó también en el manejo y conservación de recursos naturales, con la tesis Influencia del ecoturismo en el comportamiento de la ballena gris (Eschrichtius robustus) en la Bahía de Todos Santos, Baja California: Propuesta de un plan de manejo, bajo la dirección de Martha Ileana Espejel Carbajal.

El camino de Gisela para llegar a convertirse en mastozoóloga marina comenzó desde su infancia. Al ser entrevistada por la Agencia Informativa Conacyt, la investigadora relató cómo sus padres sembraron la semilla del aprecio y la curiosidad por la naturaleza mediante pláticas y picnics a las afueras de la Ciudad de México. Al iniciar la carrera de Biología en la Facultad de Ciencias de la UNAM Gisela no tenía claro en cuál rama de la biología quería incursionar, pero pronto descubrió que le gustaban más los animales y el mar. Lo que la hizo decantarse definitivamente por el estudio de los animales marinos fue una práctica de campo a Bahía de Banderas, en Nayarit, México, como parte de la materia “Fotoidentificación de cetáceos”. En esa práctica Gisela vio por primera vez una ballena gris:
(...) ahí fue donde 'caí redondita', ahí fue donde vi los primeros delfines, las primeras ballenas en mi vida y quedé absolutamente impactada, encantada, y me apasioné, dije 'de plano esto es lo mío' relató para la Agencia Informativa Conacyt.

### Línea de investigación
Su línea de investigación es sobre mamíferos marinos, relacionada con la ecología, conservación y manejo de estos organismos, lo que incluye el estudio de su diversidad, distribución, abundancia, aspectos de la ecología del comportamiento, genética y contaminantes. Este campo de estudio había sido poco explorado al inicio de su carrera como investigadora en el CICESE. Además de investigar, ha realizado labores de docencia y asesoría de numerosas tesis de licenciatura, maestría y doctorado. Una de sus ex estudiantes, Denise Lubinsky Jinich, quien estudió para su doctorado la abundancia y distribución de la foca de puerto (Phoca vitulina richardii) en Baja California, marcó un hito en el CICESE al ser la egresada número 3000, lo que convirtió al centro de investigación en el primero en alcanzar dicho número de personas egresadas, dentro de los centros e instituciones del sistema CONACYT, principal organismo público dedicada a la promoción de la investigación científica en México. Algunos de los proyectos que Gisela desarrolla son Mamíferos marinos en Baja California: Bases científicas para su manejo y conservación, Efectos regionales sobre la distribución y abundancia de mamíferos marinos debido a la instalación de plantas productoras de energías alternativas en el océano y Búsqueda de la nutria marina del sur (Enhydra lutris nereis) en Baja California, México.

### Sociedades científicas
Ha formado parte de diferentes asociaciones científicas dedicadas al estudio de la mastozoología marina o relacionadas, entre las que se encuentran:
- Investigación y Conservación de Mamíferos Marinos de Ensenada, socia fundadora.[11]
- Sociedad Mexicana de Mastozoología Marina, socia activa y presidenta de la sociedad en el período 2006 - 2008.[12]
- The Society for Marine Mammalogy, socia desde 1998.[13]
- Centro Mexicano de Innovación en Energía Océano, participante en el área de Ecología e integración al ambiente.[14]

## Producción científica
Cuenta con más de 40 artículos científicos en revistas con arbitraje nacional e internacional. Entre sus proyectos destacan el de “Diversidad, distribución y abundancia de cetáceos en Bahía de los Ángeles y Canal de Ballenas, Golfo de California: bases científicas para una nueva área de observación turística de mamíferos marinos”, en el cual mediante el conocimiento de cetáceos en el Golfo de California se aportó a la conservación y uso turístico sustentable de los cetáceos en la región noroeste de México. Otro de sus trabajos destacados es el “Atlas de Distribución y Abundancia de Mamíferos Marinos en México”, atlas en español publicado en el 2018. En dicho atlas se recopiló o generó información valiosa sobre la distribución y abundancia de mamíferos marinos en los mares mexicanos (Golfo de California, Pacífico Tropical, Golfo de México, Mar Caribe), con trabajo de campo en los mares de Baja California. El atlas sirve como base para determinar las posibles afectaciones en los recursos naturales y ecosistemas por la instalación de infraestructura para generar energías alternativas a partir del océano y para diseñar medidas de mitigación. “Hay especies muy sensibles que están en peligro de extinción y si sabemos dónde se distribuyen, sobre todo dónde se concentran para actividades importantes como reproducción, vamos a hacer la recomendación para que no se instale ningún tipo de equipo”, comentó Gisela para Ecoticias.